# Albert Krushel
Albert Michael Krushel (né le 21 octobre 1889 à Buffalo aux États-Unis et mort le 25 mars 1959) est un coureur cycliste sur piste et cycliste sur route américain des années 1910.

## Biographie
En 1912, lors de la qualification pour l'équipe cycliste américaine, il est l'un des derniers qualifiés finissant 10e des essais. Aux Jeux Olympiques de Stockholm en 1912, il termine 13e de la course sur route, ce qui lui permet de remporter la médaille de bronze au classement par équipes avec Carl Schutte, Alvin Loftes et Walter Martin. Il représentait l'Alma Athletic Club.

## Palmarès
- 1912
  -  Médaillé de bronze du classement par équipes aux Jeux olympiques de Stockholm (avec Carl Schutte, Alvin Loftes et Walter Martin)